# Józefa Hendrina Stenmanns
Józefa Hendrina Stenmanns (ur. 28 maja 1852 w Issum; zm. 20 maja 1903 w Steyl) – niemiecko-holenderska Błogosławiona Kościoła katolickiego, współzałożycielka Zgromadzenia Misyjne Służebnic Ducha Świętego.

## Życiorys
Była najstarszą z siedmiorga dzieci swoich rodziców. Mając 19 lat, wstąpiła do Trzeciego Zakonu Franciszkanów. Gdy jej matka umierała w dniu 1 grudnia 1878 roku otrzymała od córki obietnicę, że zaopiekuje się z rodzeństwem. Była współzałożycielką zgromadzenia Służebnic Ducha Świętego. Zmarła na skutek ciężkiej choroby płuc w opinii świętości.
Została beatyfikowana przez papieża Benedykta XVI w dniu 29 czerwca 2008 roku.